# 短头蟾科
短头蟾科（学名：Brachycephalidae）是两栖纲无尾目的单属科，仅包含短头蟾屬（学名：Brachycephalus）。该属下共有十个物种，分布于巴西东南部。
短头蟾为小型蛙，体长仅1厘米左右，其中巴西金蛙為此科最小的蛙類也是南半球第三小的青蛙僅次南半球最小的阿馬烏童蛙（Paedophryne amauensis）、南半球第二小的捷童蛙（Paedophryne swiftorum） ，體型只有9.6–9.8毫米 ( 0.96–0.98厘米；0.38–0.39 英吋) i。它们每只脚上仅有三只脚趾，爪上仅有两只手指，而通常的蛙类则分别有五只脚趾和四只手指。
短头蟾一般在日间活动，栖息于林地地表的落叶层中。它们成长时不会经历蝌蚪阶段，而直接孵化成小蛙。卵则被孵在地面上，并通过土壤来防止受热以及捕食者。它们抱合的方式很特殊，一开始是腹股沟抱合，雄性会抱住雌性的腰部；接着转变为腋部抱合，雄性会用前肢紧抱雌性的腋窝。而大多数蛙类只会采用其中一种方式。

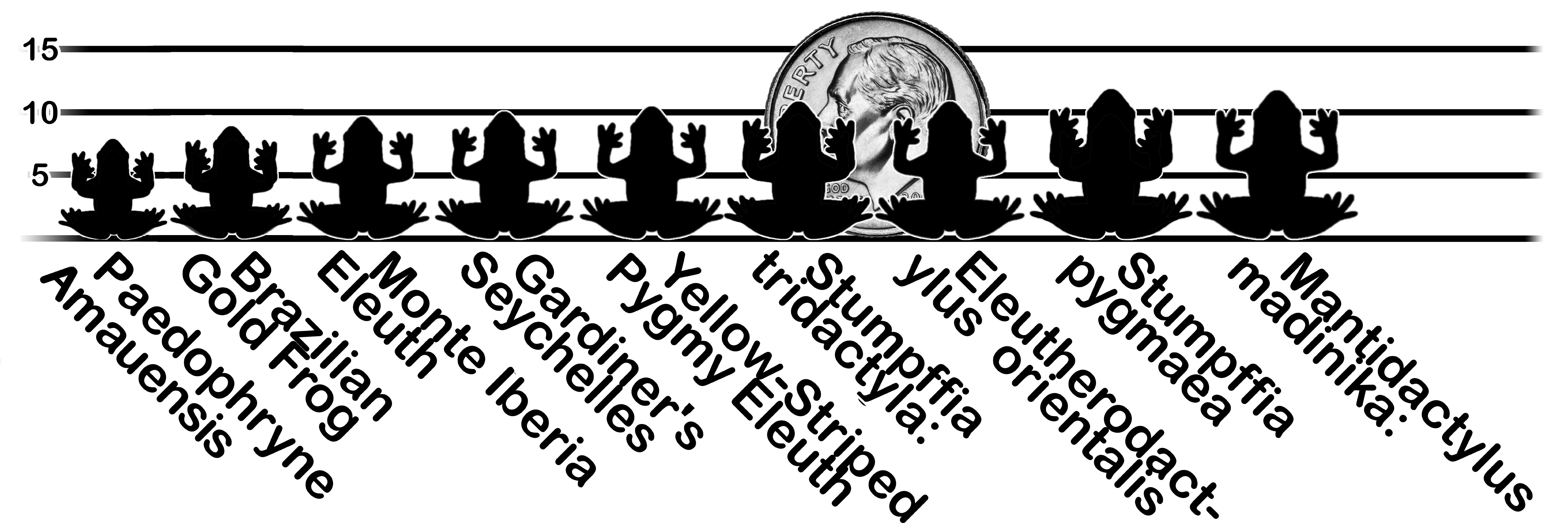
几种世界最小青蛙的大小比较，巴西金蛙左邊向右數來的第2個

## 下属分类
本科包括以下属：
- 短头蟾属 Brachycephalus Fitzinger, 1826
- 锯肢蟾属 Ischnocnema Reinhardt & Lütken, 1862